# The Guardian (1990)
The Guardian is een Amerikaanse horrorfilm uit 1990 onder regie van William Friedkin.

## Verhaal
Phil en Kate zijn een jong stel dat van Chicago verhuist naar Los Angeles. Ze huren Camilla in als kindermeisje voor hun zoontje. De oppas heeft echter kwaad in de zin. Ze offert tijdens een heidens ritueel kinderen aan een toverboom in het bos.  

## Rolverdeling
| Acteur            | Personage      |
| ----------------- | -------------- |
| Jenny Seagrove    | Camilla        |
| Dwier Brown       | Phil           |
| Carey Lowell      | Kate           |
| Brad Hall         | Ned Runcie     |
| Miguel Ferrer     | Ralph Hess     |
| Natalia Nogulich  | Molly Sheridan |
| Pamela Brull      | Gail Krasno    |
| Gary Swanson      | Allan Sheridan |
| Jack David Walker | Nozem          |
| Willy Parsons     | Nozem          |
| Frank Noon        | Nozem          |
| Theresa Randle    | Arlene Russell |
| Xander Berkeley   | Rechercheur    |
| Ray Reinhardt     | Dr. Klein      |
| Jacob Gelman      | Scotty         |